# فلویدز نوبز (ایندیانا)
فلویدز نوبز (به انگلیسی: Floyds Knobs) یک منطقهٔ مسکونی در ایالات متحده آمریکا است که در شهرستان فلوید، ایندیانا واقع شده‌است. فلویدز نوبز ۲۳۵٫۰ متر بالاتر از سطح دریا واقع شده‌است.